# Билибин, Александр Фёдорович
Александр Фёдорович Билибин (1897—1986) — советский инфекционист, подполковник медицинской службы, академик АМН СССР (1960), заслуженный деятель науки РСФСР (1966).

## Биография
Родился в 1897 году.
В 1922 году окончил медицинский факультет Киевского университета, затем работал по специальности.
С 1933 по 1944 годы — ассистент, доцент кафедры инфекционных болезней ЦИУ врачей.
Во время Великой Отечественной войны — военный врач второго ранга, заведующий отделением больницы имени С. П. Боткина, профессор, заведующий кафедрой инфекционных болезней 3-го Московского медицинского института. В это время разработал методику лечения больных туляремией с применением вакцины, которая помогла спасти и поставить в строй множество советских солдат и офицеров.
С 1944 года — заведующий кафедрой инфекционных болезней 3-го ММИ.
С 1950 года — возглавлял кафедру инфекционных болезней 2-го ММИ имени Н. И. Пирогова.
Умер в 1986 году, похоронен на Кунцевском кладбище.

## Научная деятельность
Автор свыше 200 научных работ, в том числе 9 монографий, руководств и учебников.
Разработал принципы лечения дизентерии, брюшного тифа, бруцеллеза, туляремии; описал торулез, листереллез, омскую геморрагическую лихорадку; разработал клинические классификации сальмонеллеза, хрон, дизентерии, бруцеллеза, туляремии; предложил номенклатуру и классификацию кишечных заболеваний.
Провел исследования по вопросам патогенеза, профилактики и лечения брюшнотифозного бактерионосительства, один из первых начал разрабатывать клинические аспекты эндогенных инфекций и дисбактериоза, лекарственной болезни, вопросы деонтологии.
Под его руководством защищено 60 диссертаций, из них 19 докторских.
Член бюро отделения клинической медицины АМН СССР, неоднократно избирался членом правления Всесоюзного и Всероссийского обществ эпидемиологов, микробиологов и инфекционистов имени И. И. Мечникова, член правления и почетный председатель Всесоюзного общества инфекционистов, почётный член Чехословацкого общества имени Пуркинье; член редколлегий ряда медицинских журналов; участник редакционной подготовки 2-го издания Большой медицинской энциклопедии, заместитель ответственного редактора отделов «Общие вопросы клиники и терапии внутренних болезней», «Деонтология»; соредактор отдела «Эпидемиология. Инфекционные и паразитарные болезни» 3-го издания БМЭ.

### Сочинения
- Дифференциально-диагностическая таблица важнейших острых инфекционных болезней, 1-е изд., М., 1943, 4-е изд., М., 1958;
- Брюшной тиф и паратифы, М., 1949 (совм, с Кац-Чернохвостовой Л. Я.);
- Лечение дизентерии, М., 1959 (совм, с др.);
- Учебник инфекционных болезней, М., 1962;
- Руководство по инфекционным болезням, т. 1—2, М., 1962—1967 (ред. совм, с Рудневым Г. П.);
- Вирусные болезни человека, М., 1967 (ред.);
- О клиническом мышлении, М., 1973 г. (совм, с Царегородцевым Г. И.).

## Награды
- Два ордена Ленина
- Орден Трудового Красного Знамени
- Медаль «За оборону Москвы»
- Медаль «За победу над Германией в Великой Отечественной войне 1941—1945 гг.»
- Медаль «За доблестный труд в Великой Отечественной войне 1941—1945 гг.»
- Заслуженный деятель науки РСФСР